# Au service secret du Grand Timonier
Au service secret du Grand Timonier est un album de bande dessinée, le premier de la série Tigresse Blanche.

## Synopsis
Alix Yin Fu fait partie des Tigresses Blanches, une secte chinoise shaolin qui s'est mise au service des révolutionnaires chinois. Alors qu'elle finit son apprentissage, elle va devoir mener à bien sa première mission : ramener la tête du dragon de la triade des Trois bambous verts. Elle travaille sous les ordres d'Êh-Nak, un espion communiste chinois, qui finit par la doubler. Au cours de sa mission, elle rencontre un espion du MI5, Francis Flake qui cherche « Fat Girl ».

## Personnages
- Alix Yin Fu : jeune Tigresse Blanche assignée à l'agence secrète communiste et du grade de mouche rouge de première classe.
- Ghî-Tu : grand maître du temple de la paix persistante et de la sérénité joyeuse. (première apparition)
- Êh-Nak : agent secret communiste et, dans un premier temps, supérieur d'Alix. (première apparition)
- Zizhu : chef des Tigresses Blanches et mère adoptive d'Alix. (première apparition)
- Francis Flake : agent secret britannique assigné à Hong-Kong. (première apparition)
- Aznir : serviteur sikh de la mère de Francis Flake. (première apparition)
- Tchang : contact à Hong-Kong des services secrets communistes chinois. (première apparition)
- Lady Flake : mère de Francis Flake et épouse d'un riche lord. (première apparition)
- Gong : vieille nourrice de Francis Flake. (première apparition)
- Mister Bin : chef de la triade des Trois bambous verts. (première apparition)
- T.W. Kwok : représentant du gouvernement communiste chinois à Hong-Kong. (première apparition)
- Marmaduke : coéquipier de Francis Flake. (première apparition)

## Autour de l'album
- Il y a dans cet album de nombreuses références aux événements qui se sont déroulés dans Shukumeï, épisode des Innommables, série où Alix apparaît également. « Fat Girl » est la troisième bombe atomique qui devait être larguée sur Tokyo. L'avion s'est écrasé dans la jungle de Bornéo. C'est dans ce décor que se déroule Shukumeï.
- De nombreuses références au contexte historique sont présentes dans l'album tout comme dans la série Les Innommables.
- Francis Flake et Marmaduke sont des parodies de Francis Blake et Philip Mortimer. L'album laisse sous-entendre que Marmaduke/Mortimer est l'amant de Lady Flake, la mère de Francis Flake/Blake.

## Éditions
- Au service secret du Grand Timonier, Dargaud, 2005 : Première édition.